# Elly Schaumann
Elly Nadolny (* 28. April 1907 in Riesenburg, Westpreußen), bis 1938 Elly Schaumann, war eine deutsche Historikerin. Seit Ende der 1930er Jahre veröffentlichte sie als Elly Nadolny-Schaumann bzw. Elly Nadolny.

## Leben und Wirken
Elly Schaumann studierte Geschichte an der Technischen Hochschule in Danzig. 1935 promovierte sie dort zum Dr. phil. und wurde wissenschaftliche Assistentin bei Erich Keyser. Elly Schaumann lebte in Danzig-Langfuhr, Jäschkentaler Weg 6c, an der gleichen Adresse wie der Obergerichtsvollzieher Franz Schaumann bis 1939. Um 1936/37 reiste sie zu Archivrecherchen nach Paris.
Sie heiratete Erwin Nadolny und zog 1940 mit ihm nach Tilsit, wo er Museumsdirektor wurde.
Nach 1944 emigrierten sie nach Westdeutschland und lebten spätestens seit etwa 1959 in Düsseldorf.
Sie war langjährige freie Mitarbeiterin der Ostkunde-Abteilung der Niedersächsischen Landesbibliothek in Hannover und erstellte dort Kataloge über die Bestände.

## Veröffentlichungen (Auswahl)
Elly Nadolny-Schaumann publizierte zunächst mehrere Arbeiten zur Geschichte Danzigs und Westpreußens. Ihre Dissertation über die Danziger Presse ist die umfangreichste und detaillierteste Arbeit zu diesem Thema bis heute.
Nach 1950 publizierte sie Biographien ostdeutscher Frauen und mehrere ausführliche Bibliographien über ostdeutsche Literatur.
als Elly Schaumann
- Die Danziger Presse im 19. Jahrhundert bis zur Gründung der “Danziger Zeitung”. 1935, Dissertation, auch in Zeitschrift des Westpreußischen Geschichtsvereins, Heft 72, 1935, S. 7–98,
- Die Danziger Münzmeister Caspar und Hans Goebel. In: Mitteilungen des Westpreußischen Geschichtsvereins, 1935, S. 90–91.
- Die „Danziger Zeitung“, Entstehung, Entwicklung und Einfluss. In: Mitteilungen des Westpreußischen Geschichtsvereins, 1936, S. 1–12
- Beiträge zur Geschichte der Tracht in Danzig. In: Zeitschrift des Westpreußischen Geschichtsvereins, Heft 73, 1937, S. 7–66
- Zur Napoleonischen Weichselpolitik. In: Zeitschrift des Westpreußischen Geschichtsvereins, Heft 74, 1938, S. 5–46
- Bürgerrecht und Bürgertum im alten Danzig. In: Danziger Fragen und Ereignisse, Nr. 9, 1938, 3 Seiten, Digitalisat
- Zum Schrifttum über Fahrenheit. In: Mitteilungen des Westpreußischen Geschichtsvereins, 1938, S. 18

als Elly Nadolny-Schaumann
- Paul Brock, der Dichter des Memellandes. In: Ostdeutsche Monatshefte. Jg. 20, Nr. 3, Juni 1939, S. 178–180[12]

als Elly Nadolny
- Bevölkerungsgeschichte des Kreises Kulm. Danzig-Oliva, Forschungsstelle für westpreussische Landesgeschichte, 1942
- Bevölkerungsgeschichte des Kreises Thorn. Danzig-Oliva, Forschungsstelle für westpreussische Landesgeschichte, 1942

- Die kulturelle Leistung ostdeutscher Frauen. Danziger Verlagsgesellschaft Rosenberg, Hamburg 1953, Neudruck 1976, Vortrag
- Ostdeutsche Frauengestalten. Göttinger Arbeitskreis Heft 50, Würzburg: Holzner-Verlag 1955, 27 Seiten[13]
- Eine Stunde mit Hermann Löns. Bonn, Deutsche Jugend des Ostens, 1955
- Katalog des Schrifttums über den deutschen Osten, Band 3: Verzeichnis der Schriften über Pommern, Niedersächsische Landesbibliothek 1964
- Katalog des Schrifttums über den deutschen Osten, Band 4: Verzeichnis der Schriften über Ostbrandenburg und die Grenzmark Posen-Westpreußen, Niedersächsische Landesbibliothek 1966
- Katalog des Schrifttums über die baltischen Länder. Niedersächsische Landesbibliothek, Hannover, 2 Bände. 1971
- Katalog des Schrifttums über Schlesien. Nachträge. Niedersächsische Landesbibliothek, Hannover, 1973
- Hermann Löns, der Dichter der Heide. Münster, um 1966, 2. Auflage, Münster: Landsmannschaft Westpreußen 1991
- Katalog des Schrifttums über die Tschechoslowakei. Niedersächsische Landesbibliothek, Hannover, 2 Bände, 1977, 1978
- Johanna Schopenhauer. Düsseldorf, Kulturwerk Danzig, Schriftenreihe III, 1, ca. 1985[14]